# RBS-100 AO-25-33
RBS-100 AO-25-33 (ros. РБС-100 АО-25-33) – radziecka wiązka bombowa. Są to trzy bomby AO-25-33 połączone ze sobą wspólną belką. Po upływie określonego czasu od zrzutu następuje rozcalenie wiązki.